# Youki Yamamoto
Youki Yamamoto（ユウキ ヤマモト、1973年12月18日 - ）は、日本の作曲家、編曲家、オーケストレーター、指揮者、音楽プロデューサー。別名、ヤマモト ユウキ。漢字表記、山本 友樹。
神奈川県横浜市出身。英国王立音楽院作曲学部卒業。
2016年、同大学よりAssociate of the Royal Academy of Music (ARAM)の名誉を与えられる。英国在住。

## 経歴
神奈川県横浜市で生まれる。3歳の時、ピアノを始める。
1982年、8歳で単身アフリカのケニアへ。小学校3年時をナイロビ日本人学校で過ごす。この間、首都ナイロビでクーデターが勃発、時に銃を向けられることもあったという。この夏休みに将来の活動の場となる英国・ロンドンを初めて訪れる。
日本に戻り中学生となるが、全く日本の学校、受験システムに馴染めず、それを見抜いた当時の先生が設立されたばかりの帝京ロンドン学園を紹介し、1988年、15歳の時、単身ロンドンに渡る。ロンドン郊外の帝京ロンドン学園を卒業。その過程で英国王立音楽院の存在を知る。猛勉強で入学に挑戦。
1992年、英国王立音楽院商業作曲学部に入学。同学部に入学する初めての日本人となる。在学中はオリヴィエ・メシアンの弟子であるメラニー・デイクンに19世紀フランス音楽を、イギリスのストリングス・アレンジャーの第一人者ニック・イングマンに作曲・指揮・ミュージック・ビジネスを師事。
在学中、客員教授として映画作曲家のジョン・ウィリアムズ、マイケル・ケイメン、マイケル・ナイマンに師事する。
1997年に同校卒業後は英国を拠点に、主にハリウッド映画、イギリス映画のアレンジ、プログラムを手掛ける。
2005年公開の『ハリー・ポッターと炎のゴブレット』によりアレンジャー、プログラマーとしての地位を英国内にて確立。その後も『ブーリン家の姉妹』（2008年）、『ブッシュ』（2008年）、『わたしを離さないで』（2010年）などのアレンジを手がけ、ハリウッド映画『The Adventurer: The Curse of the Midas Box』（2014年）の音楽プロデュースやケリー・チャン、トニー・レオン主演の中国映画『盜馬記』（2014年）の作曲を手がけるなど、国際的に活動する。
2010年公開の映画『死刑台のエレベーター』で初めて日本映画の音楽を担当。2016年のNHKドラマ10『運命に、似た恋』では初めて日本のテレビドラマの音楽を担当する。
サラ・ブライトマンのオーケストラアレンジメントを手がけるなど、映画音楽・劇伴以外の仕事も精力的に行っている。

## 作品

### 映画
- 大いなる遺産 Great Expectations 　(作曲：パトリック・ドイル）（1998年）[5]
- ウォルター少年と、夏の休日 Secondhand Lions 　(作曲：パトリック・ドイル）（2003年）- 編曲・プログラミング
- ハリー・ポッターと炎のゴブレット Harry Potter and the Goblet of Fire 　(作曲：パトリック・ドイル）（2005年）- 編曲・プログラミング
- ナニー・マクフィーの魔法のステッキ Nanny McPhee 　(作曲：パトリック・ドイル）（2005年）- 編曲・プログラミング
- お気に召すまま As You Like It 　(作曲：パトリック・ドイル）（2006年）- 編曲・プログラミング
- ある公爵夫人の生涯 The Duchess （作曲：レイチェル・ポートマン）（2008年)  - 編曲・プログラミング
- 死刑台のエレベーター Ascenseur pour l'échafaud （主演：阿部寛、吉瀬美智子）（2010年）
- わたしを離さないで Never Let Me Go （作曲：レイチェル・ポートマン）（2010年） - 編曲・プログラミング
- ストロベリー・クリフ（英語版） Strawberry Cliff （主演：イーソン・チャン）（2010年）
- ワン・デイ 23年のラブストーリー One Day （作曲：レイチェル・ポートマン）（2011年） - 編曲・プログラミング
- 星の銀貨 Die Sterntaler （2011年）
- 君への誓い The Vow （作曲：レイチェル・ポートマン）（2012年） - 編曲・プログラミング
- ベラミ 愛を弄ぶ男 Bel Ami （作曲：レイチェル・ポートマン）（2012年） - 編曲・プログラミング
- ベル ある伯爵令嬢の恋 Belle （作曲：レイチェル・ポートマン）（2013年） - 編曲・プログラミング
- メリアム Meryem （2013年）
- 盜馬記 Horseplay （主演：ケリー・チャン、トニー・レオン）（2015年）
- 女が眠る時 While the Women Are Sleeping （主演：ビートたけし、西島秀俊）（2016年）[注 1]
- Connie & Co（ドイツ語版） （2016年)

### テレビドラマ
- 運命に、似た恋（全8回、主演：原田知世・斎藤工）（2016年9月23日 - 11月11日、NHK総合 ドラマ10）

### テレビ番組
- アフリカ ネイションズカップ（2008年、BBC） - テーマ曲
- ロイヤル・アスコット（2009年、2010年、2011年、2012年、BBC） - テーマ曲

## ディスコグラフィ

### サウンドトラック
- 「死刑台のエレベーター」オリジナル・サウンドトラック（2010年9月29日、ポニーキャニオン）
- Meryem (Original Motion Picture Soundtrack)（2014年7月22日配信、Old Theatre 3）
- NHK ドラマ10 「運命に、似た恋」オリジナル・サウンドトラック（2016年12月14日、VAP、VPCD-81892）

## 受賞
- 第50回アンタルヤ・ゴールデン・オレンジ国際映画祭 最優秀音楽賞（『メリアム（Meryem）』）